# Thomas Ferebee
Pour les articles homonymes, voir Ferebee.
Thomas Ferebee (Mocksville, 9 novembre 1918 - Windermere, 16 mars 2000) est un aviateur américain de l'US Air Force. Il fut le bombardier du B-29 Enola Gay qui largua la première bombe atomique sur Hiroshima le 6 août 1945.

## Biographie

### Avant-guerre

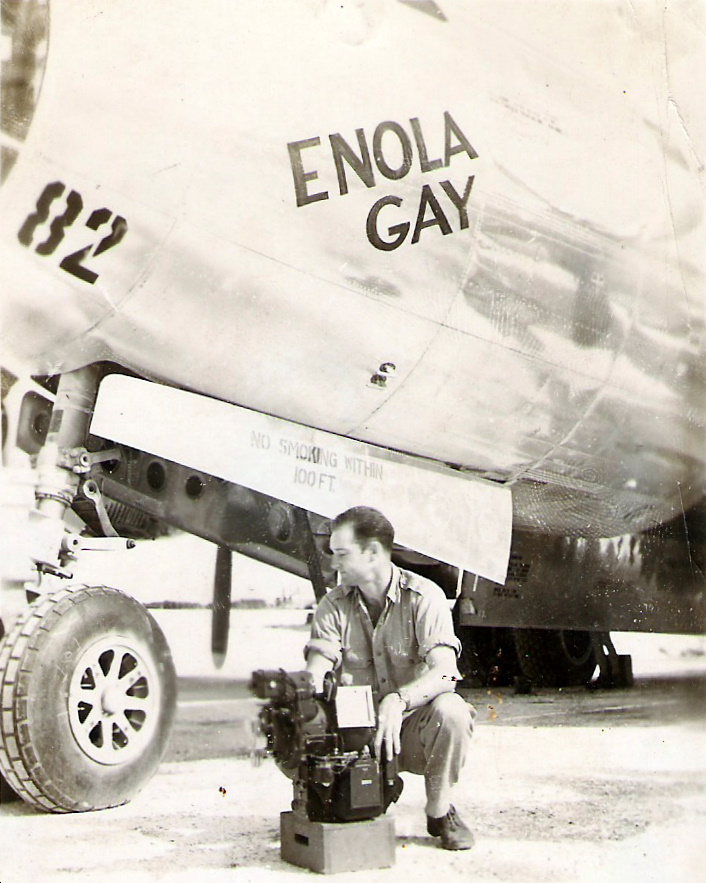
Thomas Ferebee au pieds de lEnola Gay avec un Viseur Norden.

Thomas Ferebee naît le 9 novembre 1918 à Mocksville en Caroline du Nord. Il est le troisième enfant d'un couple de fermier qui en comptera onze. Il effectue ses études au lycée de Banner Elk où il se distingue par ses performances sportives, remportant des prix en athlétisme, basket-ball, football et baseball. À sa sortie du lycée, il effectue un essai en vue d'intégrer l'équipe des Red Sox de Boston mais n'est pas retenu. Il s'engage alors dans l'armée.

### Seconde guerre mondiale
Une blessure au genou l'empêchant de s'engager dans l'infanterie, Thomas Ferebee est incorporé dans l'armée de l'air et suit une formation de deux ans dans la même école que Theodore Van Kirk. Après avoir obtenu son brevet de bombardier, il est projeté sur le front de l'ouest où fait la connaissance de Paul Tibbets et retrouve son camarade de l'école de l'air, Teddy Van Kirk, qui est navigateur. Les trois hommes effectuent ensemble plus de soixante missions de bombardement sur l'Europe. Ils participent notamment aux raids de 1944 sur les importantes raffineries de Ploiești dans le cadre des bombardements stratégiques alliés contre les ressources pétrolières de l'Axe,. A l'été 1944, il est recruté par Paul Tibbets pour intégrer le 509th Composite Group constitué dans le but de larguer les bombes atomiques sur le Japon,.

### Après-guerre
Après la guerre, Thomas Ferebee reste dans l'armée et passe la majeure partie de sa carrière au Strategic Air Command au service de la dissuasion nucléaire des États-Unis et fut commandant adjoint chargé de la maintenance des Boeing B-47 Stratojet. Il sert également lors de la guerre du Viêt Nam en tant que bombardier et navigateur sur Boeing B-52 Stratofortress. Il prend sa retraite en décembre 1970 avec le grade de colonel. Il se retire alors en Floride et travaille comme agent immobilier à Orlando avant de mourir le 16 mars 2000 à Windermere. Sa veuve Mary-Ann a fait don de ses objets et documents militaires au musée d'histoire de Caroline du Nord à Raleigh.

## Décorations

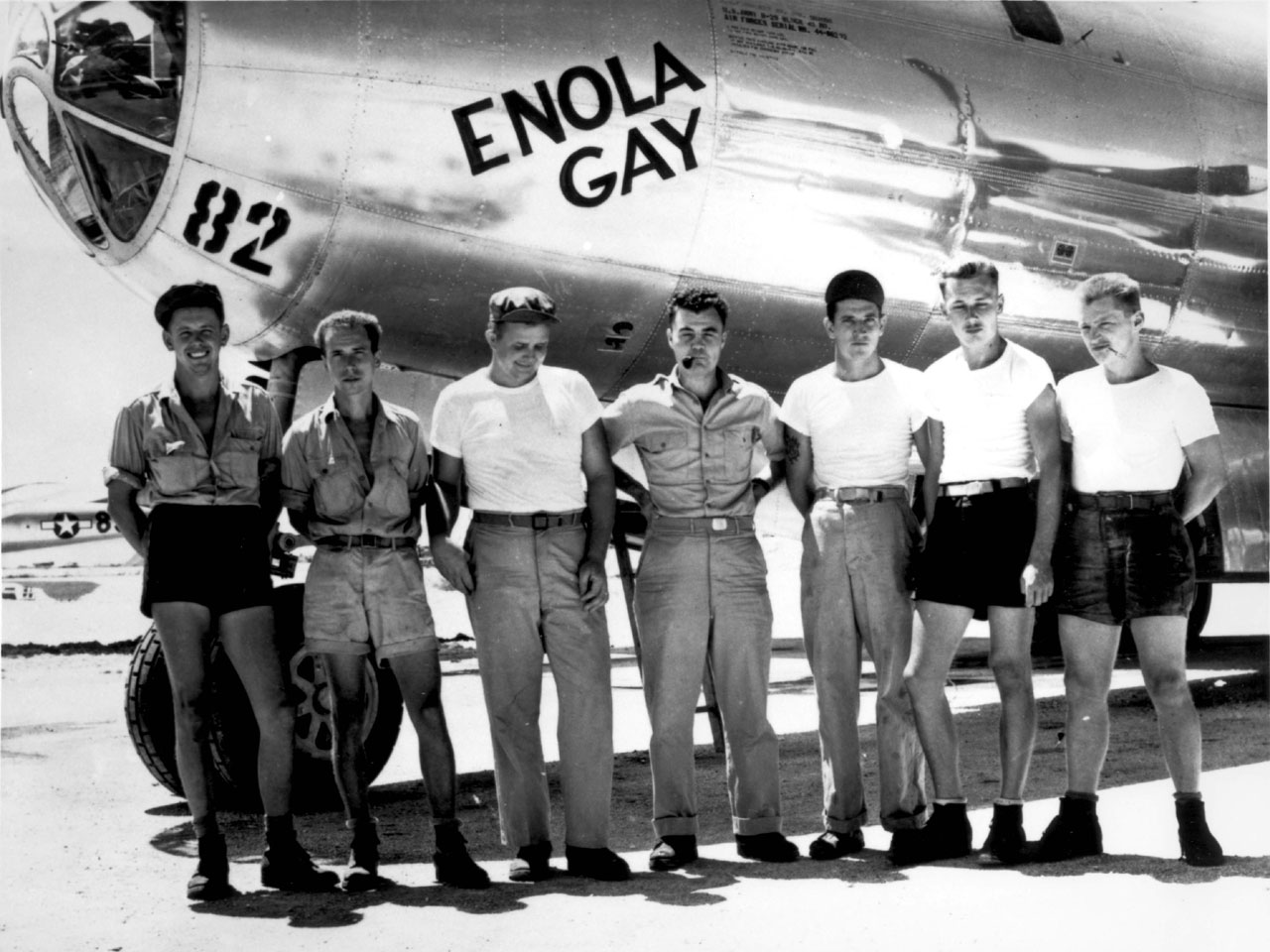
Équipage de lEnola Gay avec Tom Ferebee (deuxième à droite).

|  |  |  |  |  |  |
|  |  |  |  |  |  |

| Silver Star | Silver Star | Legion of Merit | Legion of Merit | Distinguished Flying Cross | Distinguished Flying Cross |
| Bronze Star | Bronze Star | Bronze Star     | Air Medal       | Air Medal                  | Air Medal                  |